# Franck Bouysse
Franck Bouysse (Brive-la-Gaillarde, 5 settembre 1965) è uno scrittore francese autore di romanzi polizieschi.

## Biografia
Nato a Brive-la-Gaillarde nel 1965, è insegnante di biologia a Limoges.
Appassionato di letteratura gialla, ha esordito nel 2004 con il noir La paix du désespoir al quale hanno fatto seguito (al 2021) altri 14 romanzi e due raccolte di racconti.
Particolarmente apprezzato in patria, ha ottenuto nel 2015 il Premio Michel Lebrun per il romanzo Ingrossare le schiere celesti, un giallo che si svolge nei monti del Cevenne i giorni successivi alla morte dell'Abbé Pierre.

## Opere principali

### Trilogia H.
- Le Mystère H. (2008)
- Lhondres ou Les Ruelles sans étoiles (2010)
- La Huitième Lettre (2012)

### Altri romanzi
- La paix du désespoir (2004)
- L’Entomologiste (2007)
- Noire porcelaine (2013)
- Vagabond (2013)
- Oxymort. Limoges: requiem en sous sol (2014)
- Pur Sang (2014)
- Ingrossare le schiere celesti (Grossir le ciel, 2014), Vicenza, Neri Pozza, 2016 traduzione di Maddalena Togliani ISBN 978-88-545-1340-2.
- Plateau (2015)
- Glaise (2017)
- Nato da nessuna donna (Né d'aucune femme, 2019), Vicenza, Neri Pozza, 2020 traduzione di Maddalena Togliani ISBN 978-88-545-1988-6.
- Orphelines (2020)
- Buveurs de vent (2020)

### Racconti
- Et soudain, histoires vraies en Limousin (2012)
- Femmes d'exception en Limousin (2014)

## Premi e riconoscimenti
- Premio Michel Lebrun: 2015 per Ingrossare le schiere celesti
- Premio SNCF du polar: 2017 per Ingrossare le schiere celesti
- Prix des libraires: 2019 per Nato da nessuna donna[4]